# Ковров, Степан Гурьевич
Степан Гурьевич Ковров ― участник Великой Отечественной войны, снайпер и разведчик.

## Биография
Родился в 1909 году в местности Кырамда Октябрьского наслега Горного района Якутии. Его мать умерла рано, а отец жил до девяноста лет. В их семье было четверо детей. Семья была бедной, поэтому Степану не довелось в детстве ходить в школу. Вместе со старшими братьями Кириллом и Николаем готовил дрова, заготавливал сено и ходил на охоту. В подростковом возрасте Степан увлекся спортом, занимал первые места в беге, прыжках, борьбе, перетягивании палки. В своем селе он был организатором спортивных соревнований.
Встав взрослым, женился, у них родились трое сыновей, но все они рано умерли от болезней. Степан ходил на курсы ликбеза, там научился читать и писать. После этого работал продавцом кооперативном магазине. Принял активное участие в коллективизации. В 1937 году назначен бригадиром в своем колхозе. За добросовестный труд Степан был награжден знаком «Ударник труда».
В улусном «ысыахе», который состоялся в честь 15-летия создания Якутской АССР, Степан занял 3 место в борьбе после именитых борцов.
Мобилизован на фронт 29 августа 1941 года. После военной подготовки в Чите в январе 1942 года направлен на фронт. В феврале начал службу в 1283-м полку 110-й дивизии 33-й армии Западного фронта. Уже 15 февраля 1942 года он впервые принял участие в боевых действиях, его подразделение пошло в наступлении на деревню Молчальники. 
В конце февраля 1942 года Степан стоял на посту, когда его позицию пошли в атаку 30 немецких солдат. Он вступил в неравный бой и уничтожил половину наступающих, остальные вынуждены были отступить. Об этом подвиге написала дивизионная газета и командир части объявил Степану Коврову благодарность перед строем его однополчан. Также ходил в разведку и приводил «языков».
Был принят в ряды ВКП(б).
Два месяца проходил боевую подготовку в снайперской школе. На его личном боевом счету — 30 уничтоженных солдат и офицеров противника.
В августе 1942 года Ковров отличился в боях при освобождении Смоленской области. Погиб в бою 17 августа 1942 года при освобождении села Редькино.
Похоронен в деревне Редькино Темкинского района Смоленской области. Награжден орденом Красной Звезды (посмертно).

## Память
15 апреля 2005 года Указом Президента Республики Саха (Якутия) Вячеслава Штырова Кюереляхской средней школе присвоено имя Степана Коврова.